# Hypognatha colosso
Hypognatha colosso är en spindelart som beskrevs av Levi 1996. Hypognatha colosso ingår i släktet Hypognatha och familjen hjulspindlar. Inga underarter finns listade i Catalogue of Life.